# Grupo Capivara
Grupo Capivara é um conglomerado empresarial fictício do programa de humor Casseta & Planeta, Urgente!, controlado pelo personagem Seu Creysson. É concorrente direta das Organizações Tabajara, tendo produtos de qualidade e inutilidade semelhantes aos da concorrente.

## História Fictícia
O Grupo Capivara estava fadado à falência até ser comprada por Seu Creysson, que "lançou" produtos populares comercializados por ela atualmente e salvou-a do fracasso. (na verdade essa ação foi feita porque os comerciais de ambas as companhias estavam semelhantes, e após a notícia da Transbrasil ser comprada por R$1 após sua falência, os Cassetas resolveram criar "o personagem de um empresário desconhecido e ignorante para comprar o Capivara.")
Ficou comprovado que alguns produtos das Organizações Tabajara são defeituosos por autoria do Grupo Capivara.
Um dos produtos mais famosos do Grupo é a escova econômica. Seu verbete é: "para quê ter escova cheia de cerdas, se sua boca não é cheia de dentes".